# Paul Alfred Daniel Marchal

## Abreviatura
L'abreviatura Marchal es fa servir per indicar  Paul Alfred Daniel Marchal com autoritat en la descripció i taxonomia dins la zoologia.

Paul Alfred Daniel Marchal (27 de setembre de 1862, París, – 2 març de 1942, París) fou un entomòleg. Va ser nomenat president de la Societat Entomològica Francesa (Société entomologique de France) l'any 1907, i president de la Societat zoològica francesa (Société zoologique de France) el 1909.
El 1883, es va llicenciar per l'Acadèmia de París (Universitat de França). El 1889 es va doctorar en medicina i el 1892 un d'altre en ciències, per la mateixa institució.
Paul va treballar per al govern francès a París com a entomòleg del Ministeri d'Agricultura. El 1894 es va convertir en cap de gabinet de la secció d'entomologia i el 1910 va passar a ser director de l'estació d'entomologia de París. El 1898 va començar a ensenyar a l'Institut nacional agronòmic i el 1900 va ser nomenat professor de zoologia i agricultura aplicada.
El 1912, basant-se en l'experiència nord-americana amb Novius cardinalis i el treball anterior de Raymond Poutiers, va fer el primer llançament de marietes aclimatades a Europa, als Alps Marítims, al sud-est de França, per al control biològic de la cotxinilla del nopal.
Marchal va ser membre de l'Acadèmia de Ciències francesa des de 1912 fins a la seua mort el 1942.